# Dave Gahan
David Gahan (Epping, Essex; 9 de mayo de 1962, nacido como David Callcott) es un cantante británico conocido por ser el vocalista líder del grupo de música electrónica Depeche Mode desde su debut en 1980. Se ha desarrollado también como solista y ha publicado dos discos, Paper Monsters en 2003 y Hourglass en 2007, además de colaborar desde 2012 con el grupo Soulsavers.
Gahan ha contribuido además con composiciones propias para DM desde el álbum Playing the Angel de 2005, siguiendo con Sounds of the Universe de 2009 y Delta Machine de 2013, los tres producidos por Ben Hillier, así como Spirit de 2017 y Memento Mori de 2023 producidos por James Ford, es decir, en una etapa tardía del grupo. Siete de sus temas se han publicado como sencillos, "Suffer Well" en 2006, "Hole to Feed" en 2009, "Should Be Higher" en 2013, "Cover Me" en 2017, así como "Wagging Tongue" en 2023 que coescribió con Martin Gore; Before We Drown y "Speak to Me", que coescribió también con colaboradores.

## Historia
Nació en la población de Epping, Essex, Inglaterra. Su verdadero padre, Len Callcott, quien era de ascendencia inglesa y malaya, los abandonó cuando él apenas tenía seis meses de edad. Su madre se volvió a casar y él adoptó el apellido de su padrastro Jack Gahan al que su hermana Sue y él vieron como a su verdadero padre; su madre tuvo con Jack a otros dos hermanos de David, Peter y Phil, y falleció en 1972, cuando él tenía 10 años. Desde muy joven siempre fue un chico rebelde, en sus propias palabras "salvaje", y en tres ocasiones estuvo en cortes para menores por conducir motos a velocidad prohibida y rayar paredes.
Siendo un poco mayor, con unos amigos formó una agrupación juvenil llamada "The Vermin" identificada con el movimiento punk de los setenta, en la cual pretendían emular a bandas como The Clash y The Sex Pistols, hasta que en 1980 se encontraba cantando, casi tarareando, "Heroes" de David Bowie en un salón de eventos artísticos del condado donde lo oyó Vince Clarke y pronto lo contactó ofreciéndole convertirse en la voz de su grupo. Gahan aceptó entrar a "Composition of Sound" en donde conoció a Martin Gore y a Andy Fletcher y lo primero que hizo fue rebautizar a la banda como "Depeche Mode", que tomó de estar hojeando esa revista de modas francesa. Clarke abandonó el proyecto después de concretar el primer disco, Gahan sin embargo, aun y cuando ha llevado a cabo su proyecto musical solista y colaborado con otros músicos, permaneció con Gore y Fletcher en el grupo hasta 2022 en que falleció Fletcher e, incluso así, con Gore continuó DM como dueto.
Tras concluir en 2024 la gira Memento Mori World Tour del Memento Mori, el proyecto Depeche Mode pasó al práctico retiro.

## Problemas personales
Dave Gahan es uno de los pocos vocalistas de un grupo que durante años se dedicó casi exclusivamente a cantar, razón por la cual la imagen y el éxito de la banda siempre han recaído sobre él, así como los excesos. En 1986 comenzó a tener experiencias con drogas, problema que se fue agravando particularmente con las giras de 1987-88 Tour for the Masses (con motivo del álbum Music for the Masses), World Violation Tour de 1990 (del álbum Violator), y sobre todo con el Devotional Tour de 1993 (del álbum Songs of Faith and Devotion) que además se extendió en 1994 como Exotic Tour.
Durante 1995 y principios de 1996 cayó y recayó intermitentemente en su adicción a las drogas y tuvo un intento de suicidio, lo cual lo llevó a su punto más crítico en mayo de 1996 cuando tuvo un paro cardíaco de dos minutos después de consumir una mezcla de drogas en el hotel donde se alojaba. Al ser internado en el hospital de Los Ángeles, fue arrestado por posesión de drogas, pero siete personas, incluido su mánager Jonathan Kessler, ayudaron a pagar la fianza de 10 mil dólares. Una advertencia de las autoridades norteamericanas de impedirle la entrada a los Estados Unidos si no solucionaba su adicción le hizo enmendarse, ingresando en la misma clínica de desintoxicación donde había estado Kurt Cobain y para 1997, con la publicación del álbum Ultra, comenzó a dar muestras de superar el problema, si bien se hizo imposible conseguir declaraciones de él, pues durante sus presentaciones sencillamente se le protegía de la prensa y de cualquier tipo de preguntas.
El 12 de mayo de 2009, cuando debía subir al escenario en el Terra Vibe Park en Atenas en los inicios de la gira Tour of the Universe por Europa,  comenzó a tener fuertes dolores en su cameríno, por lo que fue trasladado de urgenica al hospital. Allí fue diagnosticado por error de una gastroenteritis, por lo que suspendieron varios conciertos. Después de ser sometido a varias pruebas específicas durante la hospitalización, se le descubrió un tumor maligno en la vejiga en primera etapa. Tras descansar de la operación, retomó la gira el 9 de junio en Leipzig.

## Otros proyectos y aportes a Depeche Mode
El primer aporte de Dave Gahan a Depeche Mode es sin duda que precisamente él sugirió ese nombre, el cual tomó de estar hojeando la revista de moda francesa que se llamaba del mismo modo; sin embargo, muchos reconocen que su carisma, dominio y presencia escénica han contribuido en mucho al éxito del grupo; además, su característica voz, grave y nasal, es todo un distintivo del grupo e incluso considerada por algunos como una influencia del movimiento de música electrónica mismo.[cita requerida]
Fue hasta 1992 que se presentó a trabajar con sus compañeros completamente convertido en una estrella de rock, con el pelo largo y tatuajes, en buena medida a él se debió el sonido meramente rock del álbum Songs of Faith and Devotion de 1993, época en la que estaba más hundido en su problema de drogas.
Para 1997 habiendo superado su adicción incluso tomó clases de canto, y para 2002 después de que Depeche Mode dejara atrás también la que es probablemente su época más difícil se puso a trabajar en su primer esfuerzo solista en donde, junto con su amigo el guitarrista Knox Chandler, quien participó en el álbum Exciter de DM, compuso buena parte de sus propias canciones. El disco se llamó Paper Monsters e incluso realizó una gira por Estados Unidos y Europa, en cuyas presentaciones incluyó dentro de su repertorio algunos de los más gustados éxitos de Depeche Mode.

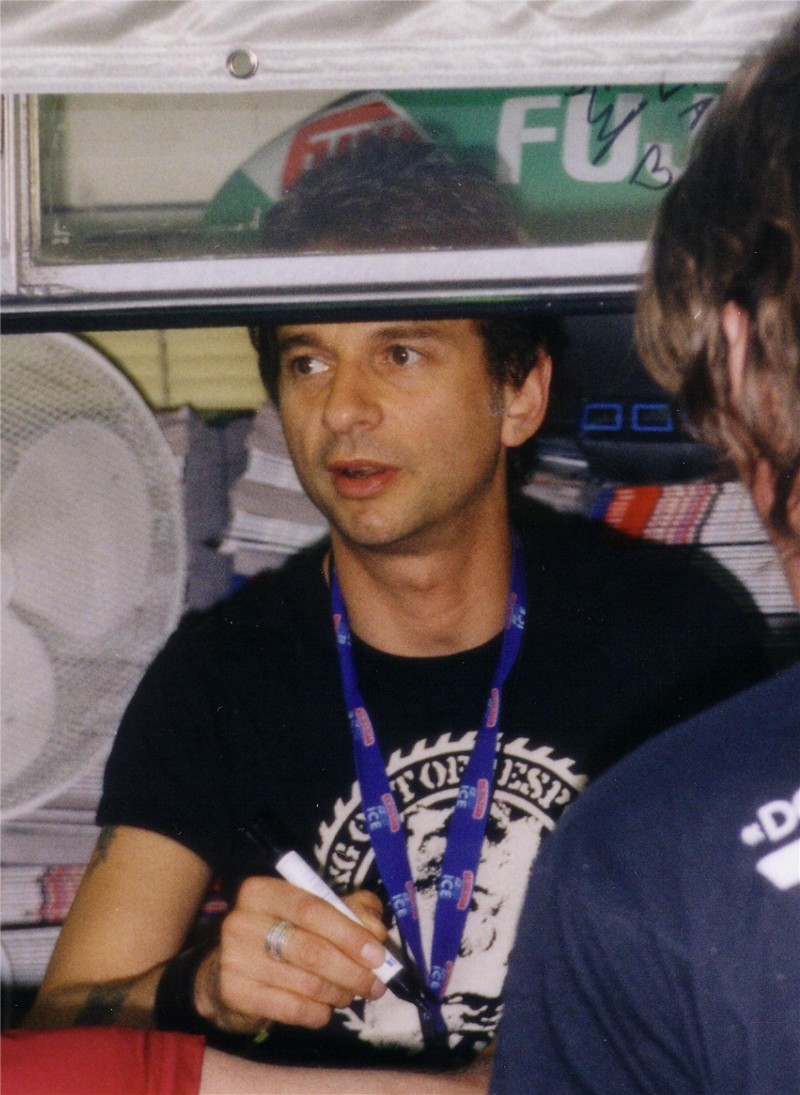
Gahan firmando autógrafos en 2003

Habiendo logrado lo que pocos músicos, superar un muy fuerte problema de drogas, para el disco Playing the Angel de Depeche Mode en 2005, Gahan animado por el éxito obtenido con su propio disco compuso tres temas, "Suffer Well", "I Want It All" y "Nothing's Impossible", los cuales fueron musicalizados por Andrew Phillpott y Christian Eigner, baterista en directo de Depeche Mode, y de los que el primero fue incluso escogido y resultó un exitoso sencillo. Fue la primera vez que Gahan aportó canciones a Depeche Mode.
Gahan reveló después que escribió una veintena de canciones para Depeche Mode. En 2007 Gahan publicó su segundo álbum solista titulado Hourglass, el cual concibió otra vez junto con Eigner y Phillpott, por lo cual fue un trabajo muy cercano a su aporte a Depeche Mode y logrando críticas en general más favorables.
En 2008 participó en el proyecto Mirror del músico canadiense Thomas Anselmi, cantando el tema "Nostalgia", para el cual participó incluso en el correspondiente video.
Para el álbum Sounds of the Universe de Depeche Mode en 2009 Gahan escribió, de nuevo con Eigner y Phillpott, los temas "Hole to Feed", "Come Back" y "Miles Away/The Truth is", de los que el primero nuevamente fue elegido como sencillo, y coescribió por primera vez con Martin Gore un tema, la canción "Oh Well" presentada como lado B del sencillo "Wrong" de ese disco.
En 2012, Gahan participó como compositor y cantante para el álbum The Light the Dead See del dueto inglés Soulsavers, el cual fuera de los teloneros de DM durante la gira Tour of the Universe.
En el álbum Delta Machine de DM, aparecieron tres nuevos temas de Gahan escritos con Kurt Uenala, el ingeniero de ese material, "Secret to the End", "Broken" y "Should Be Higher", mientras en la edición de lujo del mismo se incluyeron otros dos, "Happens All the Time" y "All That's Mine", que también coescribió con Uenala, así como "Long Time Lie" que escribió con Martin Gore.
Para 2014, Gahan cantó y tocó la armónica en el tema "Low Guns" del álbum The Morning After de la banda SixToes, que ha hecho remezclas para DM.
En 2015 publicó, de nuevo con Soulsavers, el álbum Angel & Ghosts, convirtiéndose en uno de los proyectos alternos más consistentes para un integrante de DM. El disco apareció con el nombre de Dave Gahan & Soulsavers.
En agosto de 2016, participó con Christian Eigner, Martyn LeNoble y el vocalista Mark Lanegan en una versión del tema "Cat People (Putting Out Fire)", original de Giorgio Moroder y David Bowie de 1982, el cual se puso a disposición de manera digital.
Para el álbum Spirit de DM en 2017, Gahan aportó los temas "You Move" que compuso con Martin Gore, "Poison Heart" y el sencillo "Cover Me" que compuso con Christian Eigner y Peter Gordeno, así como "No More (This is the Last Time)" que compuso de nuevo con Kurt Uenala.
Para 2017, Gahan colaboró adicionalmente en el tema "Where I Wait" del álbum Cryosleep del proyecto Null + Void de Kurt Uenala, el cual tuvo incluso un vídeo dirigido por Timothy Saccenti en el que también apareció. En 2018 cantó en la edición especial del sencillo "Ocean" del álbum Silver Eyes de 2017 del dúo inglés Goldfrapp, incluso participando en el correspondiente vídeo promocional.
Para 2020, participó en el tema Shock Collar, punta de lanza del álbum Humanist del músico Rob Marshall, e incluso en el correspondiente vídeo promocional.
En 2021, se sumó al proyecto The Metallica Blacklist del álbum Metallica del grupo Metallica con una versión del tema Nothing Else Matters y apareció un nuevo álbum con Soulsavers, constituido solo de versiones, bajo el título de Imposter. En 2022, participó en el tema Does That Hurt? del proyecto musical Oli, así como en el EP digital de cinco temas Manuscript de Kurt Uenala.
También en 2022, Gahan contribuyó con una versión del tema Mother of Earth de The Gun Club's para el proyecto de Jeffrey Lee Pierce, The Task Has Overhemled Us, que se publicó en 2023.
En 2023, apareció una versión del tema "Chains" de The Raveonettes que Gahan realizó de nuevo con Uenala para el miniálbum Rip It Off del propio dueto danés, como un proyecto en el cual hacen covers de su álbum debut Whip It On.
Ese mismo año, coescribió otra vez con Gore el tema "Wagging Tongue", con Eigner y Gordeno el tema "Before We Drown", y con Eigner, la ingeniera Marta Salogni y el productor James Ford el tema "Speak to Me", del álbum Memento Mori de Depeche Mode.
Para 2024, participó otra vez con Rob Marshall cantando el tema "Brother" del segundo álbum de su proyecto Humanist, On the Edge of a Lost and Lonely World".
En 2025 participará en un álbum de duetos con la cantante Chrissie Hynde, para el tema Doplhins.
Dave Gahan ha participado en todos los discos y todas las giras de Depeche Mode.

## Discografía

### Solista y colaboraciones principales
- Paper Monsters (2003, álbum)
  - Dirty Sticky Floors (2003, sencillo)
  - I Need You (2003, sencillo)
  - Bottle Living/Hold on (2003, sencillo doble)
- Live Monsters (2003, DVD en vivo)
  - A Little Piece (2003, sencillo en vivo)
- Hourglass (2007, álbum)
  - Kingdom (2007, sencillo)
  - Saw Something/Deeper and Deeper (2008, sencillo doble, solo para Europa)
- Hourglass Remixes (2008, compilación; solo para Norteamérica)

Con Mirror
- Nostalgia (2008, tema del proyecto de Thomas Anselmi; cantó y protagonizó el correspondiente vídeo)

Con Soulsavers
- The Light the Dead See (2012, álbum)
  - Longest Day (2012, sencillo)
  - Take Me Back Home (2012, sencillo)
- Angels & Ghosts (2015, álbum, como Dave Gahan & Soulsavers)
  - All of This and Nothing (2015, sencillo)
  - Shine (2015, sencillo)
- Imposter (2021, álbum de versiones, como Dave Gahan & Soulsavers)
  - Metal Heart (2021, sencillo)
  - The Dark End of the Street (2021, sencillo)

Con Kurt Uenala
- Where I Wait (2017, tema del álbum Cryosleep del proyecto Null + Void; cantó y protagonizó el correspondiente vídeo)
- Manuscript (2022, EP digital; tiene las vocales en los cinco temas, no precisamente cantados, más bien recitados)
  - G.O.D. (2022, sencillo digital)

Con Goldfrapp
- Ocean (2018, sencillo digital del álbum Silver Eyes; cantó y protagonizó el correspondiente vídeo)

Con Humanist
- Shock Collar (2020, tema del proyecto solista de Rob Marshall; cantó y protagonizó el correspondiente vídeo)
- Brother (2024, tema del álbum On the Edge of a Lost and Lonely World)

## Temas para Depeche Mode
Aunque compositor tardío en DM, o en la etapa que algunos consideran de declive, o solo otra del grupo, desde 2005 Gahan se esforzó por ser más que solo el cantante de la banda y ha colaborado en casi una veintena de temas, con lo que bien podría haber grabado dos discos.
Todos sus temas han sido en colaboración. Hasta donde se sabe, Gahan escribe las letras y sus colaboradores son quienes musicalizan.
- "Suffer Well" (2005, sencillo, con Christian Eigner y Andrew Phillpott)
- "I Want It All" (2005, con Eigner y Phllpott)
- "Nothing's Impossible" (2005, con Eigner y Phllpott)
- "Hole to Feed" (2009, sencillo, con Eigner y Phllpott)
- "Miles Away/The Truth is" (2009, con Eigner y Phllpott)
- "Come Back" (2009, con Eigner y Phllpott)
- "Oh Well" (2009, lado B, con Martin Gore)
- "Should Be Higher" (2013, sencillo, con Kurt Uenala)
- "Secret to the End" (2013, con Uenala)
- "Broken" (2013, con Uenala)
- "Long Time Lie" (2013, con Gore)
- "Happens All the Time" (2013, con Uenala)
- "All That's Mine" (2013, con Uenala)
- "Cover Me" (2017, sencillo, con Einger y Peter Gordeno)
- "Poison Heart" (2013, con Eigner y Gordeno)
- "No More (This is the Last Time)" (2017, con Uenala)
- "Wagging Tongue" (2023, sencillo, con Gore)
- "Speak to Me" (2023, sencillo, con Eigner, Marta Salogni y James Ford)
- "Before We Drown" (2023/2024, sencillo, con Eigner y Gordeno)